# Carrer Roger de Llúria (Ulldecona)
El Carrer Roger de Llúria és un carrer de la vila d'Ulldecona (Montsià) protegit com a bé cultural d'interès local. El traçat original del carrer i dels ponts data possiblement d'època medieval, havent sofert nombroses transformacions. Una d'aquestes devia ser la realitzada el 1786 a la casa contigua al pont del carrer Major, que afectà a part d'ell. Carrer que conserva alguns dels elements tòpics del traçat antic de la vila. En general els habitatges són recents o amb força modificacions en estructura. Li donen interès els dos ponts situats en els seus caps, i que el comuniquen amb els carrers Major i Aribau. Són arcs de mig punt rebaixats, dels quals només es conserva l'estructura, i a s'obre d'ells s'aixequen sectors d'habitatges. En un d'ells s'alternen els carreus de pedra amb sectors arrebossats (l'habitatge que descansa sobre d'ell està molt degradada). L'altre, que mira cap al carrer Major, és més estret i té arrebossats moderns en alguns sectors; en un pany de pedra d'aquest hi ha una inscripció amb l'any 1786.